# 마스다 토시키

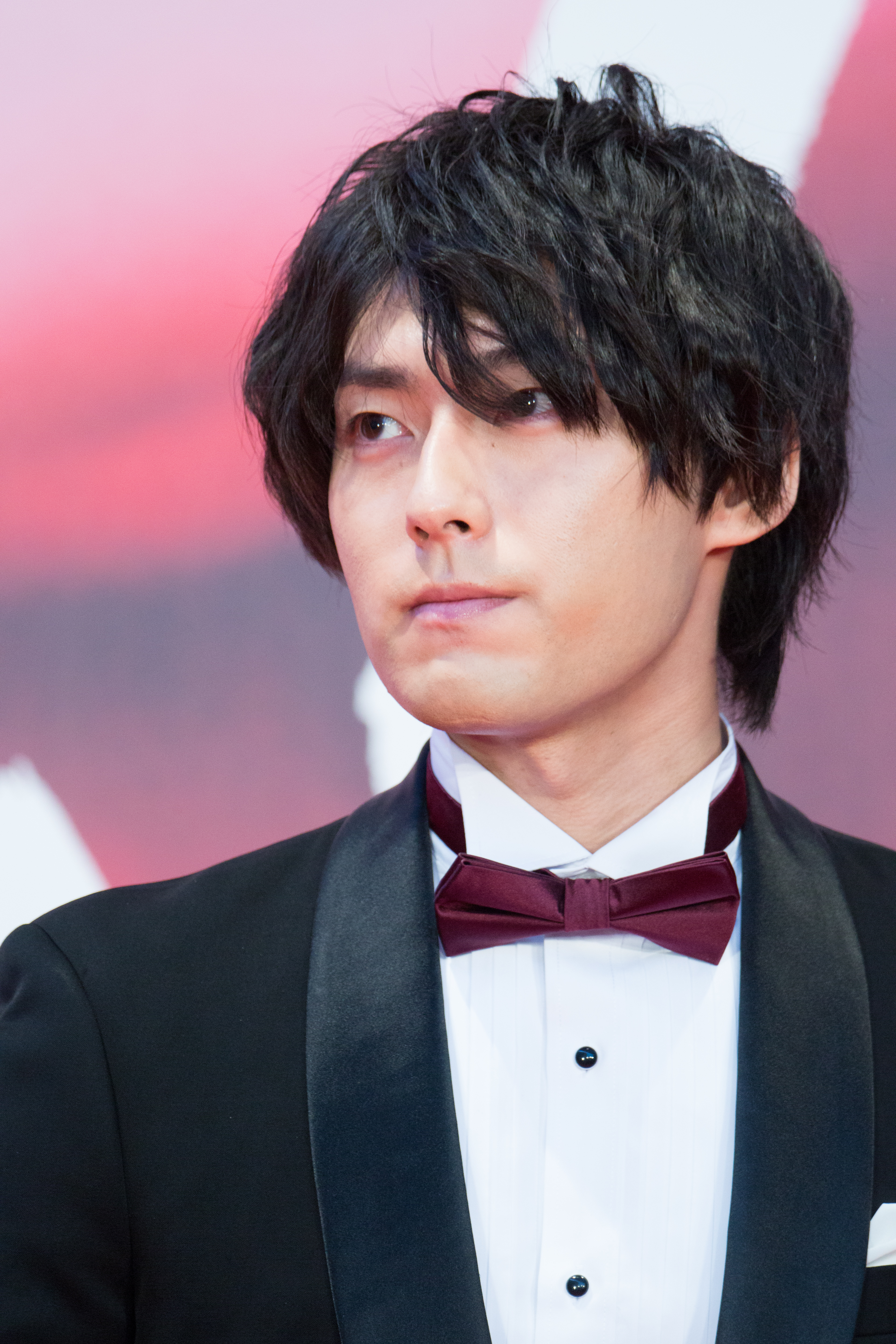

마스다 토시키(増田俊樹, 1990년 3월 8일 ~ )는 일본의 남자 성우, 배우이다. 토이스 팩토리 소속.
히로시마현 출신.

## 작품

### 애니메이션
- 나의 히어로 아카데미아 - 키리시마 에이지로
- 하이큐!! - 엔노시타 치카라
  - 극장판 하이큐!! 쓰레기장의 결전 - 엔노시타 치카라
- 독점 마이 히어로 - 세타가와 마사히로
- 음양사 - 야마카제
- 도검난무 -하나마루- - 카슈 키요미츠
- 갑철성의 카바네리 - 쿠루스
- 학원 바사라 - 도쿠가와 이에야스
- 이나즈마 일레븐 아레스의 천칭 - 키라 히로토
- 이나즈마 일레븐 오리온의 각인 - 키라 히로토
- 앙상블 스타즈! - 사쿠마 레이
- 진격의 거인 더 라스트 어택 - 포르코 갤리어드
- 킹 오브 프리즘 -유어 엔드리스 콜- 모두 빛나라! 프리즘 투어즈 - 니시나 카즈키

### 게임
- 앙상블 스타즈! - 사쿠마 레이

### 드라마CD
- 디어♥보컬리스트(일본어판) - 레오도